# Phyllotreta lindahli
Phyllotreta lindahli är en skalbaggsart som beskrevs av Dury 1906. Phyllotreta lindahli ingår i släktet Phyllotreta och familjen bladbaggar. Inga underarter finns listade i Catalogue of Life.